# Luperina fusca
Luperina fusca är en fjärilsart som beskrevs av Turati. Luperina fusca ingår i släktet Luperina och familjen nattflyn. Inga underarter finns listade i Catalogue of Life.